# 1952 en rugby à XV
Cette page présente les faits marquants de l'année 1952 en rugby à XV : les principales compétitions et évènements liés au rugby à XV et rugby à sept ainsi que les naissances et décès de grandes personnalités de ce sport.

## Événements

### Février
- Le 16 février à Colombes l'Afrique du Sud bat la France 25-3[1].

### Avril
- L'équipe du pays de Galles remporte le Tournoi des Cinq Nations en réussissant un Grand Chelem.

### Mai
- Le FC Lourdes remporte le Championnat de France en battant l'USA Perpignan en finale[2].